# Barovič
Barovič je priimek v Sloveniji, ki ga je po podatkih Statističnega urada Republike Slovenije na dan 1. januarja 2010 uporabljalo 45 oseb in je med vsemi priimki po pogostosti uporabe uvrščen na 8.067. mesto.

## Znani nosilci priimka
- Bogdan Barovič (*1955), politik